# Zorza polarna

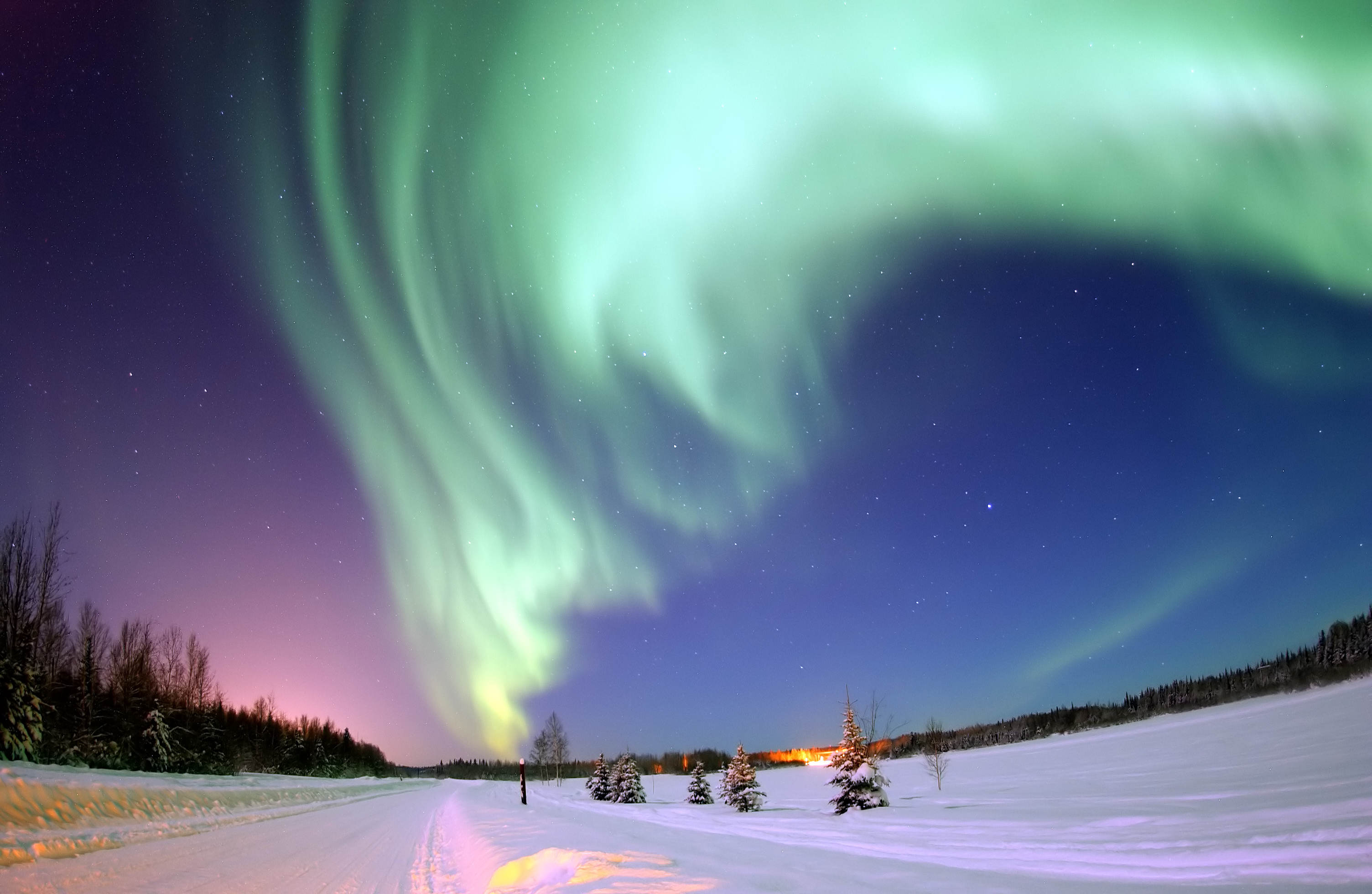
Aurora borealis

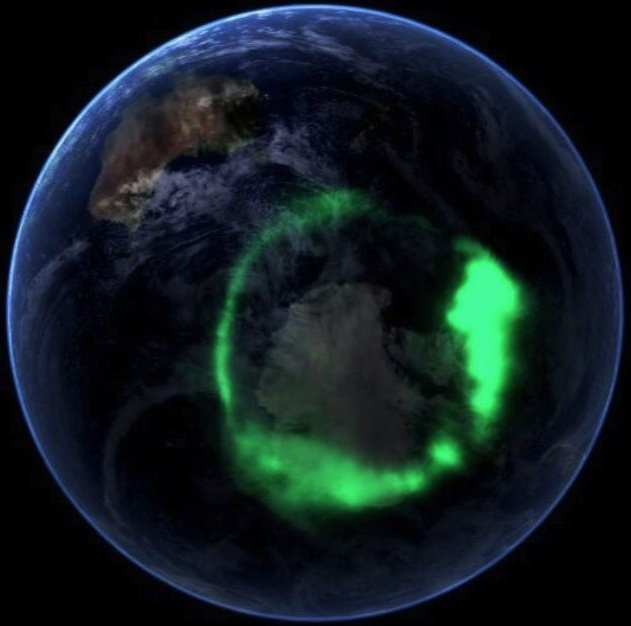
Zorza polarna wokół bieguna południowego (Aurora australis) zarejestrowana 11 września 2005 przez satelitę NASA IMAGE

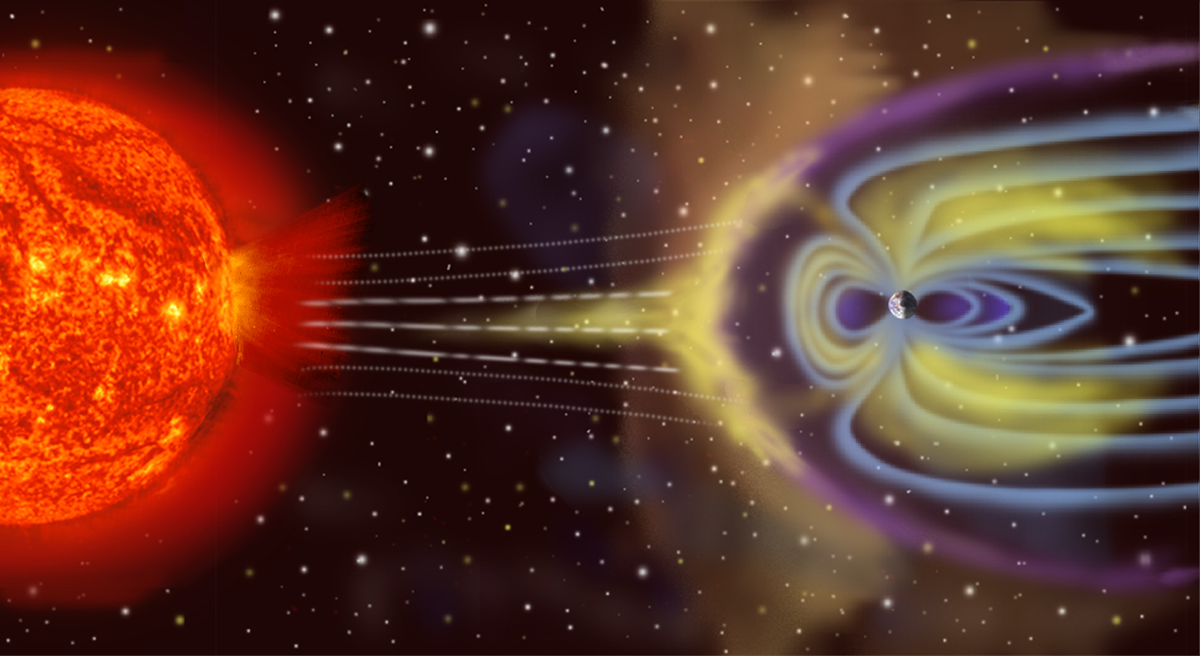
Zjawiska w magnetosferze Ziemi

Zorza polarna (aurora borealis, aurora australis) – obserwowane w górnej atmosferze, w pobliżu biegunów magnetycznych planety, zjawisko świetlne charakteryzujące się silnym polem magnetycznym.
Na Ziemi zorze występują na wysokich szerokościach geograficznych, głównie za kołami podbiegunowymi, chociaż w sprzyjających warunkach bywają widoczne nawet w okolicach 50. równoleżnika. Zdarza się, że zorze polarne obserwowane są nawet w krajach śródziemnomorskich. Na półkuli północnej zorza jest określana łacińską nazwą Aurora borealis, a południowa zorza polarna nosi nazwę Aurora australis.

## Powstawanie zorzy polarnej
Powstawanie zjawiska związane jest z przepływem prądu w jonosferze na wysokości około 100 km ponad powierzchnią Ziemi, w obszarze przenikania pasów radiacyjnych i górnej atmosfery ziemskiej.
Słońce stale emituje strumień naładowanych cząstek, czyli wiatr słoneczny. Podczas rozbłysków Słońce wyrzuca większe ilości takich cząstek; należą do nich protony o energiach do 1 GeV oraz elektrony o kilka rzędów wielkości mniejszej energii (co wynika z mniejszej masy spoczynkowej tych cząstek). W pobliżu Ziemi tory lotu tych cząstek są odchylane przez ziemskie pole magnetyczne. Schwytane przez ziemską magnetosferę cząstki poruszają się po torze o kształcie helisy wzdłuż linii pola magnetycznego łączących obydwa ziemskie bieguny magnetyczne, powodując wzbudzenia atomów w obszarze polarnym, a skutkiem tego świecenie zorzowe. Atmosfera na dużych wysokościach jest zjonizowana i rozrzedzona, co jest przyczyną także emisji linii wzbronionych. Świecenie zorzowe tworzy ponad 270 linii emisyjnych, głównie tlenu i azotu.
Wiatr słoneczny tworzą emitowane stale przez Słońce protony i elektrony o mniejszych prędkościach, a zatem i energiach, również wtedy, gdy na Słońcu nie obserwuje się plam. Także one są pułapkowane przez ziemskie pasy radiacyjne, ale z powodu mniejszej energii nie wzbudzają tak intensywnie plazmy jonosferycznej, jak cząstki emitowane podczas rozbłysków i nie powodują większych zórz. Cząstki elementarne z rozbłysków są wysokoenergetyczną fazą wiatru słonecznego. Z powodu przeciwnego ładunku protony i elektrony obiegają Ziemię w przeciwnych kierunkach wytwarzając różnicę potencjału na krańcach magnetosfery (około 40 kV), która może się zmieniać po rozbłyskach i powodować indukcyjne przepływy prądu elektrycznego w jonosferze. Z tego powodu zorze bywają widywane częściej przed lokalną północą niż nad ranem.
Po intensywnych rozbłyskach na Słońcu zorze obserwowano również na średnich szerokościach geograficznych, w tym ponad Polską, a nawet w okolicach równikowych. Zjawisko widywano także w dzień, oraz podczas prawie niezaburzonego magnetyzmu.
Zorze były wywoływane – co najmniej dwukrotnie – poprzez detonację ładunku jądrowego grzejącego jonosferę, co było krytykowane przez ekologów.
Zorze są obserwowane podczas burz jonosferycznych, a wysoka wówczas jonizacja powoduje zaburzenia w rozchodzeniu się fal radiowych, a nawet ich zupełny zanik. Nad zorzami unoszą się fale Alfvéna, które mają wpływ na poruszanie się elektronów w obrębie zorzy.

## Kolory zórz
Rozróżnia się typy systematyczne zórz: pasma, łuki, kurtyny, promienie, korony i inne. Stwierdzono emisje w zakresie barwy niebieskiej, zielonej, żółtej i czerwonej, a bardzo często białe. Kolor zjawiska jest skutkiem różnej intensywności linii emisyjnych.
Kolor zorzy zależy od rodzaju gazu oraz od wysokości, na jakiej występuje zjawisko. Na czerwono i na zielono świeci tlen, natomiast azot świeci w kolorach purpury i bordo. Zderzenie cząstek z mieszaniną azotu i tlenu daje barwę żółtą. Lżejsze gazy – wodór i hel – świecą w tonacji niebieskiej i fioletowej.

## Występowanie poza Ziemią

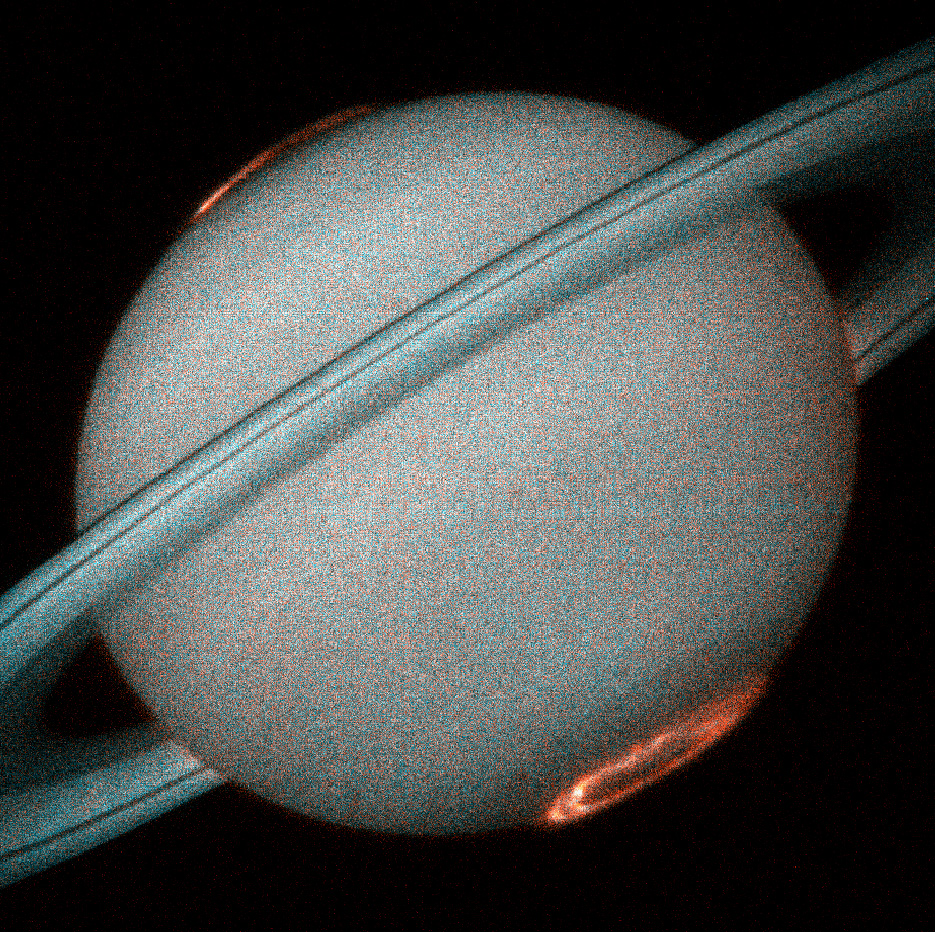
Zorze polarne na Saturnie w ultrafiolecie

Zorze polarne były obserwowane na wszystkich planetach-olbrzymach w Układzie Słonecznym, przeważnie pierwsze rejestracje były spoza zakresu widzialnego. Szczególnie silne zjawiska zorzowe występują na Jowiszu; na kształt i rozciągłość tych zjawisk mają wpływ przepływy plazmy związane z księżycami galileuszowymi. Na Saturnie zorze obserwowano w ultrafiolecie i w świetle widzialnym, dzięki sondzie Cassini. Występują również na Uranie i Neptunie.
Teoretycznie również na planecie pozasłonecznej mającej pole magnetyczne i magnetosferę poddaną oddziaływaniu wiatru gwiazdowego mogą występować zorze polarne. Choć rozdzielczość teleskopów nie pozwala na uchwycenie obrazu takiego zjawiska, towarzysząca zorzom emisja fal radiowych może zostać wykryta za pomocą radioteleskopów. Sygnały, które mogą pochodzić od zórz polarnych, wychwycono z układów zawierających bardzo chłodne gwiazdy i brązowe karły.